# 자꾸만 보고싶네
《자꾸만 보고싶네》는 2000년 9월 18일부터 2001년 3월 30일까지 방영된 SBS 일일드라마이다.

## 기획 의도
유교적 전통을 따르며 서당을 운영하는 김훈장네와 거추장스러운 전통과 관습은 과감히 버려야한다고 생각하는 장세윤네 가정이 만나면서 벌어지는 일을 담은 드라마

## 등장 인물

### 주요 인물
- 이민우 : 김은열 역 - 김훈장네 둘째 손자
- 송선미 : 장혜원 역 - 세윤의 딸
- 배두나 : 함춘봉 역 - 은열의 정혼녀
- 유태웅 : 이현우 역 - 혜원의 애인

### 은열네
- 이순재 : 김의경 역 - 은열의 할아버지이자 서당의 훈장
- 윤여정 : 이옥분 역 - 김훈장의 며느리
- 김규철 : 김재열 역 - 김훈장의 큰 손자
- 김소이 : 민경희 역 - 재열의 아내

### 혜원네
- 서인석 : 장세윤 역 - 혜원의 아버지
- 이휘향 : 박자영 역 - 혜원의 어머니
- 천호진 : 박달병 역 - 자영의 동생

### 그 외 인물
- 이응경 : 고동희 역 - 혜원의 직장 사장
- 배도환 : 박장호 역
- 원기준 : 최영민 역
- 고수희 : 한미향 역
- 맹세창 : 김이강 역
- 이지현 : 송희정 역
- 지성 : 이지수 역
- 조한나
- 하승리
- 김충렬
- 김영철
- 권오영
- 김성훈
- 김형범
- 김민정

## 특이사항
- 2000년 9월 18일 - 8시 45분부터 9시 55분까지 편성됐으며 이 과정에서 《순풍산부인과》결방
- 2000년 10월 26일 - 8시 45분부터 창사 10주년 특별기획 <슈퍼모델 선발대회> 1~2부 편성으로 결방
- 2000년 10월 30일 - 한국시리즈 1차전 중계 편성으로 결방
- 2000년 11월 3일 - 한국시리즈 4차전 중계 탓인지 《8 뉴스》가 9시, 《오늘의 스포츠》가 9시 40분, 《순풍산부인과》가 9시 45분, 《기분 좋은 밤》이 10시 25분으로 이동하여 결방
- 2000년 11월 7일 - 한국시리즈 7차전 중계 편성으로 결방
- 2000년 11월 13일 - 8시 30분부터 창사 10주년 특별기획 <대통령과의 대화> 편성으로 결방
- 2000년 11월 14일 - 8시 50분부터 창사 10주년 3부작 특집극 《은사시나무》편성으로[2] 결방
- 2000년 12월 20일 - 6시 15분부터 한일 축구 정기전 편성으로 결방
- 2000년 12월 29일 - 8시 40분부터 《SBS 가요대전》 편성으로 결방[3]
- 2001년 1월 22일 - 8시 40분부터 9시 55분까지 편성됐으며 이 과정에서 《웬만해선 그들을 막을 수 없다》결방
- 2001년 1월 23일 - 8시 40분부터 설날 특선 <김희선의 아주 특별한 선물> 편성으로 결방[4]
- 2001년 1월 24일 - 《웬만해선 그들을 막을 수 없다》가 8시 45분부터 10시 5분까지 편성되어 결방
- 2001년 1월 25일 - 8시 50분부터 10시까지 설 특집 《한밤의 TV연예》편성으로 결방
- 2001년 3월 1일 - 6시 50분부터 <김대중 대통령 국민과의 대화> 편성으로 결방

## 참고 사항
- 드라마 제목은 신중현의 '미인'의 가사 중 일부에서 따왔다.[5]
- 작가 박정주는 KBS 2TV에서 집필한 연속극인 《밥을 태우는 여자》, 《숨은 그림 찾기》, 《그대에게 가는 길》, 《가면 속의 천사》, 《오늘은 남동풍》이 연속으로 실패한 이후 한동안 방황해 오다가 <자꾸만 보고싶네>를 통해 SBS에서[6] 새 둥지를 틀었다.
- 당초 2000년 9월 4일 첫 회가 나갈 예정이었지만[7] 캐스팅 문제가 생기자, SBS는 전작 <당신은 누구시길래>를 2000년 9월 중순에 끝냈다. <당신은 누구시길래>에 나온 윤여정은 또다시 출연하였다.
- 이민우는 <자꾸만 보고싶네>에 캐스팅되기 전 KBS 2TV 주말극 <태양은 가득히> 캐스팅 제의를 받았으나 두 작품 녹화 스케줄이 겹쳐 <태양은 가득히> 출연을 포기했다.[8]
- 현실성 결여-전통과 여성에 대한 편견 외에도[9] 지나친 비속어 남발로[10] 비판을 받았다.
- 당초 2001년 3월 16일 종영 예정이었으나 후속작 <소문난 여자>의 캐스팅 문제로[11] 2001년 3월 30일 막을 내렸다.